# Erster Deportationszug nach Riga
Im Rahmen der Deportation von Juden aus Deutschland fuhr am 27. November 1941 ein Erster Deportationszug nach Riga mit 1053 Juden von Berlin ab und erreichte am 30. November den Bahnhof Šķirotava bei Riga. Alle Insassen wurden am frühen Morgen im Wald von Rumbula erschossen, da im überfüllten Ghetto Riga kein Platz war. Der Höhere SS- und Polizeiführer Friedrich Jeckeln wurde für diese Eigenmächtigkeit von Heinrich Himmler gerügt. Historiker deuten die Intervention Himmlers dahingehend, es sei zu diesem Zeitpunkt noch nicht entschieden gewesen, die westeuropäischen Juden in den Vernichtungsprozess einzubeziehen. 

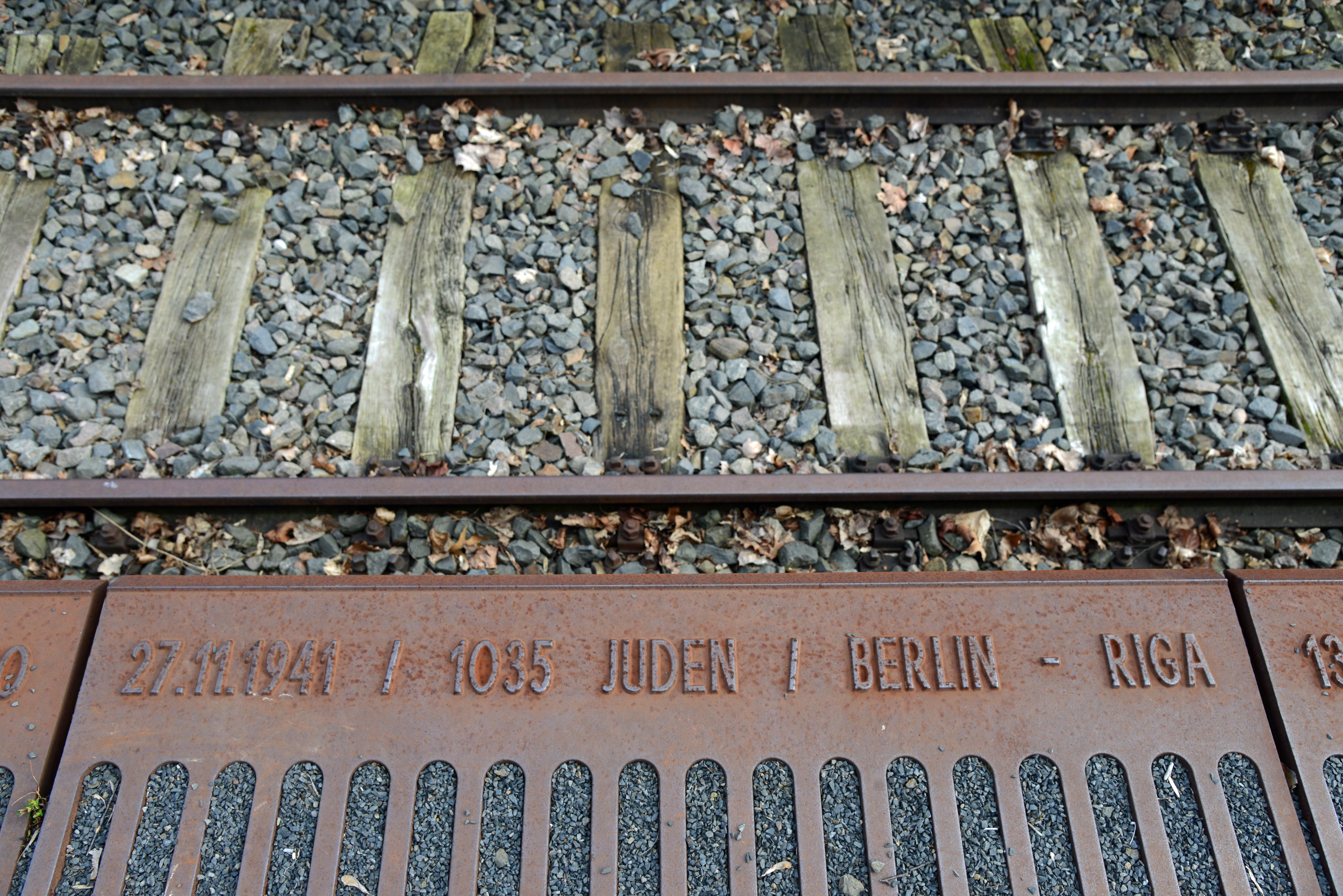
Gedenkplatte am Gleis 17 Bahnhof Berlin-Grunewald - (Zahlendreher: lies 1053)

## Geschichtlicher Hintergrund
Bald nach dem deutschen Überfall auf die Sowjetunion im Juni 1941 genehmigte Adolf Hitler im September auf Drängen hoher Funktionäre wie Reinhard Heydrich, Joseph Goebbels und Gauleiter Karl Kaufmann, Massendeportationen von Juden aus Deutschland in den Osten zu beginnen. Ab September 1941 mussten alle Juden den Judenstern tragen und im Oktober erfolgte ein Auswanderungsverbot. Am 4. November 1941 gab das Reichsfinanzministerium Anweisungen zur Einziehung jüdischen Vermögens heraus. Grundlage für die Konfiskationen bot anfangs – bis zur 11. Verordnung des Reichsbürgergesetzes am 25. November 1941 – ein Gesetz über die Einziehung volks- und staatsfeindlichen Vermögens. Mit dem 15. Oktober 1941 begannen die systematischen Massendeportationen deutscher Juden in den Osten.
In der Vorbereitung der ersten Deportation aus Deutschland führte der Leiter des Reichssicherheitshauptamtes (RSHA) SS-Obergruppenführer und General der Polizei Reinhard Heydrich am 10. Oktober 1941 eine Besprechung in Prag durch, an der SS-Obersturmbannführer Adolf Eichmann, der Leiter des „Eichmannreferats“ (RSHA, IV B 4 „Auswanderung und Judenangelegenheiten“) und weitere SS-Offiziere teilnahmen. Heydrich kündigte an, dass die Deportation von insgesamt 50.000 Juden aus dem erweiterten Reichsgebiet, also aus dem Deutschen Reich, dem angeschlossenen Österreich sowie dem sogenannten „Protektorat Böhmen und Mähren“, in unlängst besetzte Orte wie Riga und Minsk geplant sei. Im weiteren Verlauf der Vorbereitungen und aufgrund einer Vereinbarung mit der Sicherheitspolizei (Sipo) und dem Sicherheitsdienst (SD) ordnete der Chef der Ordnungspolizei, Generaloberst der Polizei und SS-Oberst-Gruppenführer Kurt Daluege an, dass Einheiten der Ordnungspolizei für die Bewachung der Deportierten während der Zugfahrt zuständig seien. In einem seiner Schreiben, datiert auf den 24. Oktober 1941, wurde Berlin als Teil einer „zweiten Deportationswelle“ genannt, die für die Zeit vom 1. November bis zum 4. Dezember 1941 geplant war.
1941 waren noch rund 66.000 als Juden eingestufte Personen in Berlin registriert. Mit den „Osttransporten“ wurden mehr als 35.000 Berliner Juden deportiert; die zahlenmäßig größten Transporte fanden bis zur Fabrikaktion im März 1943 statt. Zusätzlich gingen zahlreiche kleine sogenannte „Alterstransporte“ mit 15.000 Berliner Juden nach Theresienstadt.
Das Judenreferat der Geheimen Staatspolizei (Gestapo) Berlin unter der Leitung von SS-Untersturmführer Gerhard Stübs und seinem Stellvertreter Kriminaloberinspektor Franz Prüfer wurde beauftragt, die Transporte in Zusammenarbeit mit dem Judenreferat des RSHA (IVD1) durchzuführen. Den Vertretern der Berliner Jüdischen Gemeinde wurde befohlen, Namenslisten für die Deportationen zu erstellen. Sie wurden gezwungen, aus ihrer Kartei einige tausend Namen auszuwählen. Die jüdische Gemeinde hatte auch für die Verpflegung der Deportierten zu sorgen.

## Zwanzig Osttransporte nach Riga
Zwischen dem 27. November 1941 und dem 8. Februar 1942 wurden 20 Deportationszüge nach Riga geleitet, darunter 4 aus Berlin. Zwei Wochen vor dem Transport – teils aber auch nur drei Tage vorher – erhielten die zu Deportierenden eine Benachrichtigung über ihren bevorstehenden Abtransport. In einer Vermögenserklärung waren Mobiliar und Kleidung aufzulisten. Ein Reisegepäck von 50 kg war erlaubt. Die NS-Behörden hatten die Mitarbeiter der Jüdischen Gemeinde zu Berlin in die Organisation der Deportation der jüdischen Bevölkerung von Berlin eingebunden. Die Mitarbeiter der jüdischen Gemeinde mussten die Transportlisten zusammenstellen und bei der Aufnahme der Vermögensverhältnisse und dem Ausfüllen der Listen mithelfen. Die Berliner Deportationslisten konnten anfangs nur durch die Meldekartei der Jüdischen Gemeinde erstellt werden. Ab Dezember 1941 verfügte die Gestapo über eine eigene Kartei und stellte die Listen selbst zusammen.
Am 31. Oktober 1941 wurden von Adolf Eichmanns Referat Deportationsrichtlinien erlassen, nach denen unter anderem Personen im Alter über 65 Jahren, Gebrechliche oder in Mischehe lebende Juden nicht „evakuiert“ werden sollten. Diese Richtlinien sind nicht erhalten, ihr Inhalt lässt sich aber aus örtlichen Anordnungen erschließen und deckt sich mit späteren Erlassen. Als Sammellager diente die Synagoge Levetzowstraße im Berliner Stadtteil Tiergarten. Dort wurden die Identität und die mitgeführte Habe der jüdischen Opfer kontrolliert. Sie wurden gezwungen, sämtliche noch mitgeführten Wertgegenstände und Bargeld oberhalb einen bestimmten Grenze (häufig 50 Reichsmark) abzugeben. Die Schutzpolizei Berlin überwachte die Sammelstelle. Bis zur 11. Verordnung des Reichsbürgergesetzes sowie bei Deportationen nach Theresienstadt wurde den Juden als „Reichsfeinde“ durch einen Gerichtsvollzieher im Lager eine Verfügung zugestellt, wodurch ihr Vermögen zugunsten des Deutschen Reiches eingezogen wurde. Nach Abgang des Transports bot die Gestapo die jüdischen Besitztümer in einer Auktion zum Verkauf an.

## Der erste Deportationszug nach Riga
Am Donnerstag, den 27. November 1941, wurden die zur Deportation aufgerufenen Juden von der Sammelstelle in der Synagoge Levetzowstraße zum Bahnhof Grunewald gebracht. Die Gehfähigen mussten etwa sieben Kilometer zum Bahnhof Berlin-Grunewald laufen, die nicht Gehfähigen wurden auf Lastwagen dorthin verbracht. Der Deportationszug war von der Reichsbahn vermutlich unter der Nummer Da 31 aus 3. Klasse Personenwaggons bereitgestellt worden und eine Einheit der Berliner Schutzpolizei war als Transportbegleit- und Wacheinheit bis Riga eingeteilt worden. Der Deportationszug fuhr am 27. November 1941 ab. Das Ziel wurde den Deportierten nicht mitgeteilt. Nach drei Tagen in überfüllten Waggons kamen sie am 30. November 1941 bei strengem Frost am Bahnhof Šķirotava am Stadtrand von Riga an.
Die Transportliste des ersten Deportationszuges nach Riga ist nicht im Original erhalten geblieben. Die Anzahl von 1053 Personen konnte jedoch durch Unterlagen der Reichsbahn festgestellt werden. Durch erhaltene Vermögensaufstellungen, Gestapoakten und Kopien von Karteikarten konnten 1052 Namen mit Geburtsjahr ermittelt werden.
Für diesen 7. Osttransport aus Berlin war ursprünglich als Ziel das Ghetto Riga geplant; dieses aber war überfüllt. In heruntergekommenen Häusern lebten auf engstem Raum 29.602 hauptsächlich lettische Juden, davon 15.738 Frauen, 8222 Männer und 5652 Kinder. In Erwartung der deutschen Transporte entschied Himmler Mitte November, das völlig überfüllte Ghetto Riga (um „Platz zu schaffen“) mit einer großangelegten Mordaktion für die Aufnahme der Juden aus Deutschland vorzubereiten. Am 30. November („Rigaer Blutsonntag“) und am 8. Dezember 1941 wurden mehr als 27.500 lettische Juden aus dem Ghetto Riga im Wald von Rumbula erschossen.
Der Transportzug mit 1053 Berliner Juden traf am frühen Sonntagmorgen des 30. Novembers 1941 am Bahnhof Šķirotava in Riga ein. Dort blieben die Schutzpolizisten aus Berlin zurück; der Zug wurde auf die Abstellgleise der Bahnstation Rumbula weitergeleitet und die Deportierten dort in die ersten Marschkolonnen der Juden aus dem Ghetto Riga eingereiht. Alle Berliner Juden wurden zwischen 8:15 und 9:00 Uhr erschossen; die Ermordung aller rund 14.000 Opfer dauerte bis in die Dämmerung. Starke Schneefälle verhinderten den Fortgang.
Die Insassen der nächsten vier Züge brachte man nicht ins Ghetto, sondern zum heruntergekommenen Landwirtschaftsgut Jungfernhof, anderthalb Kilometer vom Ankunftsbahnhof Šķirotava und sechs Kilometer vom Zentrum Rigas entfernt. Die Insassen der folgenden fünf Transporte wurden, ebenso wie die der zehn weiteren Deportationen zu Beginn des Jahres 1942, dann in das Ghetto Riga eingewiesen. Der Schnee war blutgetränkt und auf den Tischen stand teilweise noch das inzwischen gefrorene Essen der vormaligen Bewohner.

## Gerüchte und Wissen
Die von Jeckeln verbreitete Legende von der „Aussiedlung“ der Rigaer Juden nach einem anderen Ort hatte kaum 24 Stunden Bestand. Britische und sowjetische Radiosendungen berichteten über deren Massenhinrichtung. In Berlin gingen Gerüchte über den Tod der Deportierten um. Victor Klemperer notierte am 13. Januar 1942 von einem glaubhaft mitgeteilten Gerücht, es seien „evakuierte Juden bei Riga reihenweis, wie sie den Zug verließen, erschossen worden.“ Hermann Samter, Journalist des Jüdischen Nachrichtenblatts und Mitarbeiter der jüdischen Gemeinde Berlin, schrieb am 26. Januar 1942 von einem „weit verbreiteten Gerücht“, wonach die am 27. November angeblich nach Kaunas deportierten Juden „erschossen oder sonstwie ermordet“ worden seien.
Bernhard Lösener, Ministerialrat im Reichsinnenministerium, hatte durch Werner Feldscher von einem Augenzeugenbericht erfahren, der die Ermordung der Berliner Juden des Deportationszuges am 30. November beschrieb. Lösener bat daraufhin am 19. Dezember 1942 um seine Versetzung.

## Mahnmale

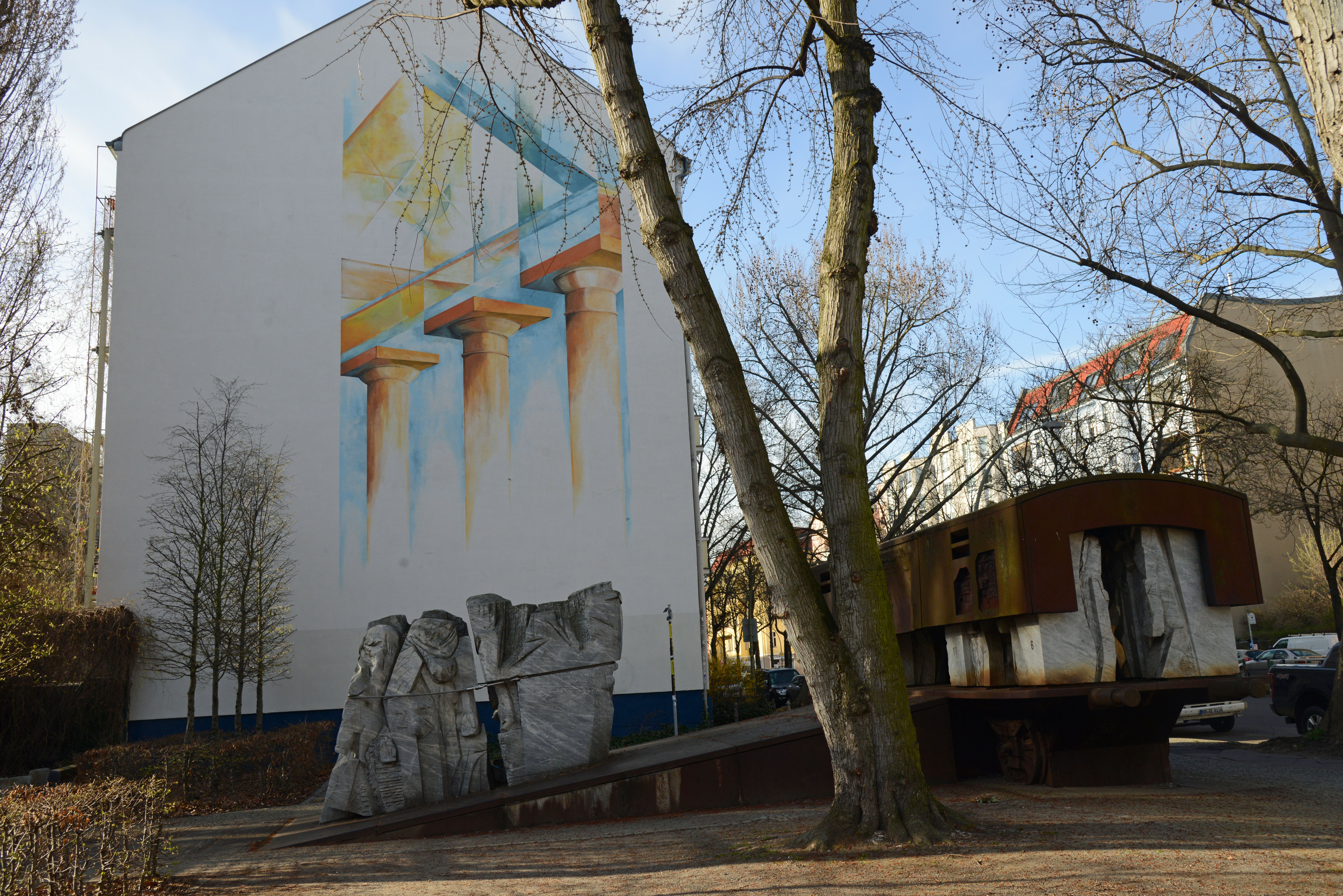
Die Synagoge in der Levetzowstraße war von 1941 bis 1942 Sammelstelle für Deportationen. Das Mahnmal Flammenwand an der Sammelstelle Synagoge Levetzowstraße im Stadtteil Berlin-Tiergarten zeigt eine Rampe und einen Waggon mit Figuren, die in Eisen geschnürte „Menschenpakete“ darstellen.
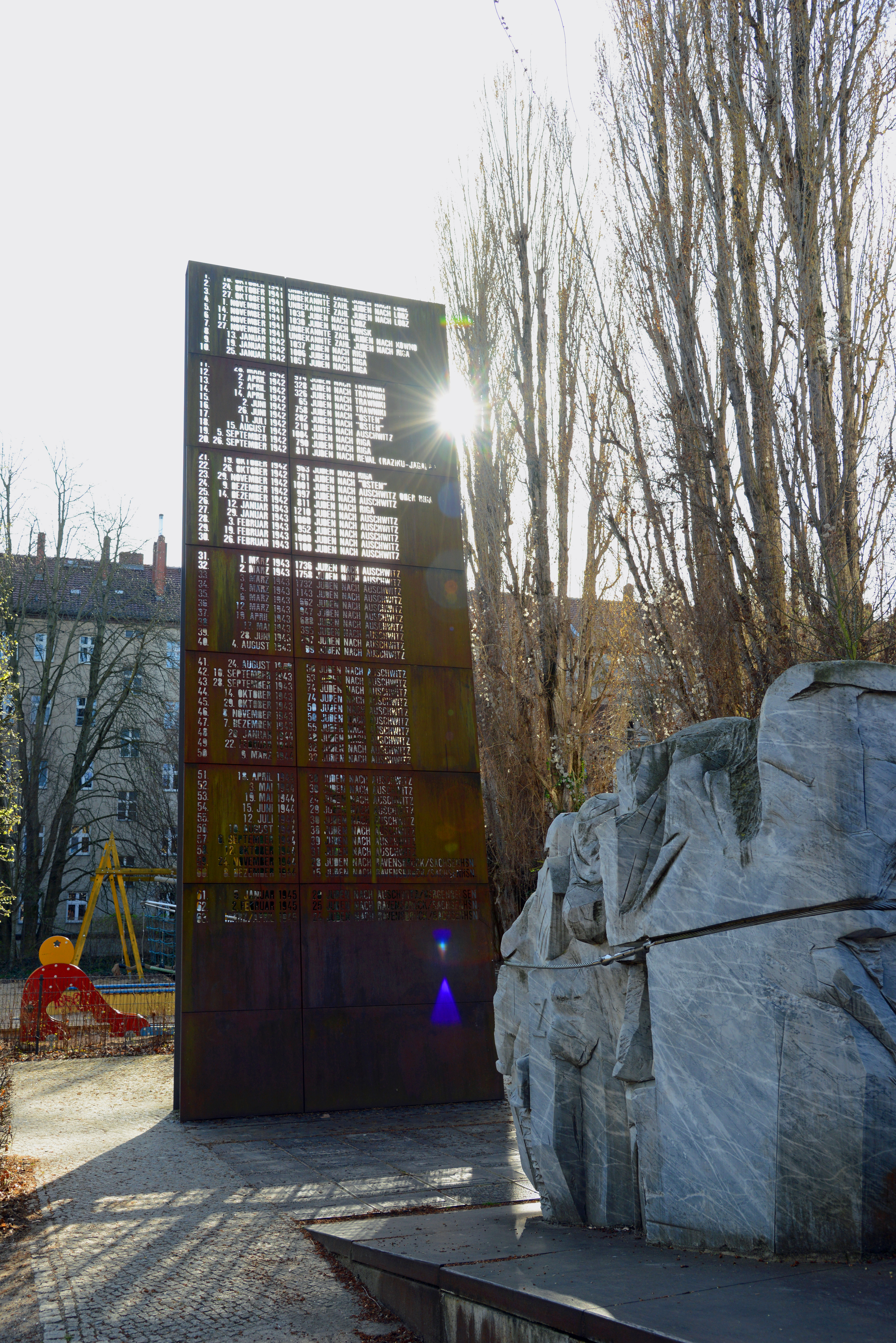
Mahnmal Flammenwand an der Sammelstelle Synagoge Levetzowstraße im Stadtteil Berlin-Tiergarten. Auf der großen Schrifttafel sind alle Osttransporte verzeichnet, die ab Oktober 1941 bis März/April 1945 von Berlin abgingen.
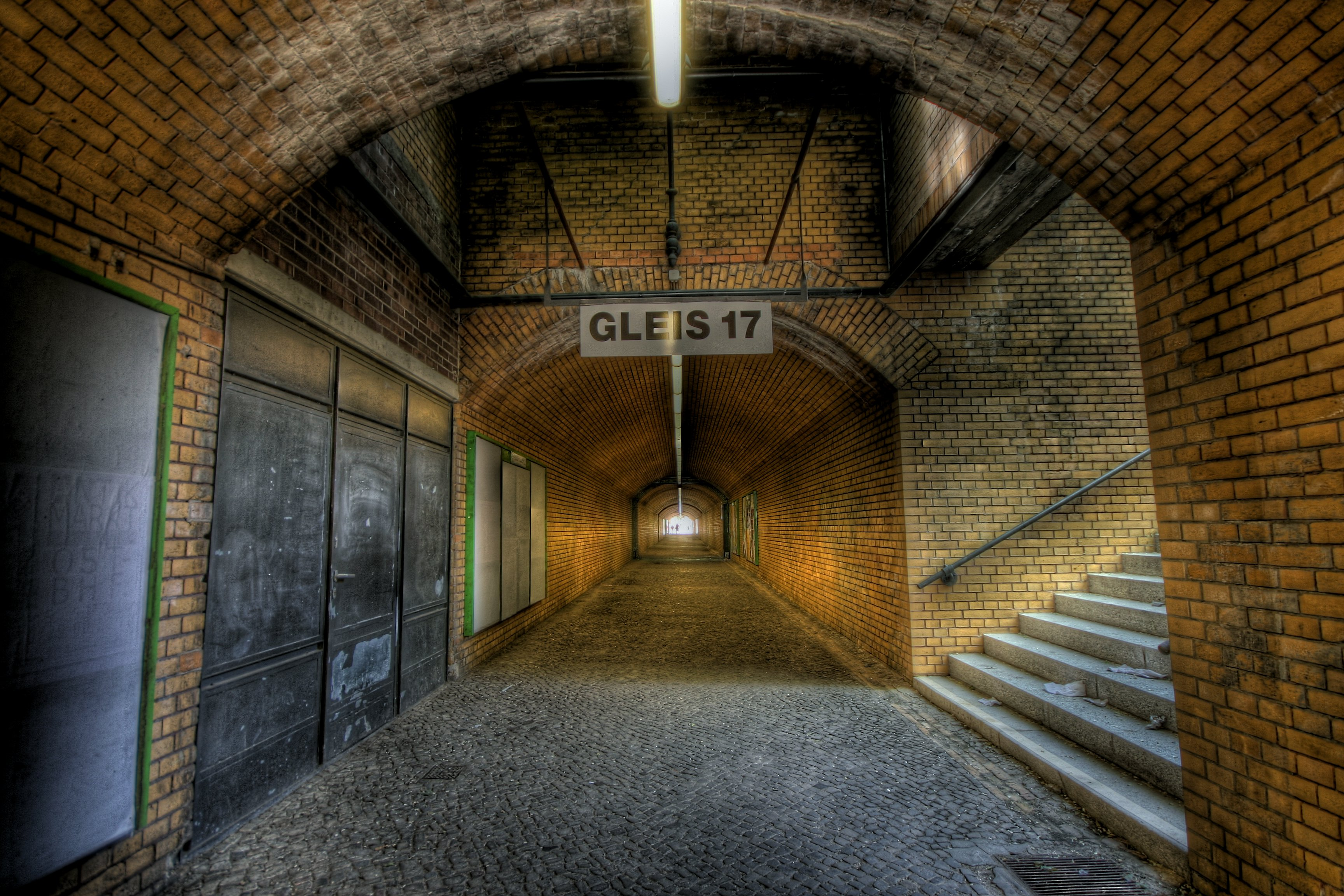
Tunnel im Bahnhof Berlin-Grunewald in Berlin mit der Treppe zum Gleis 17.
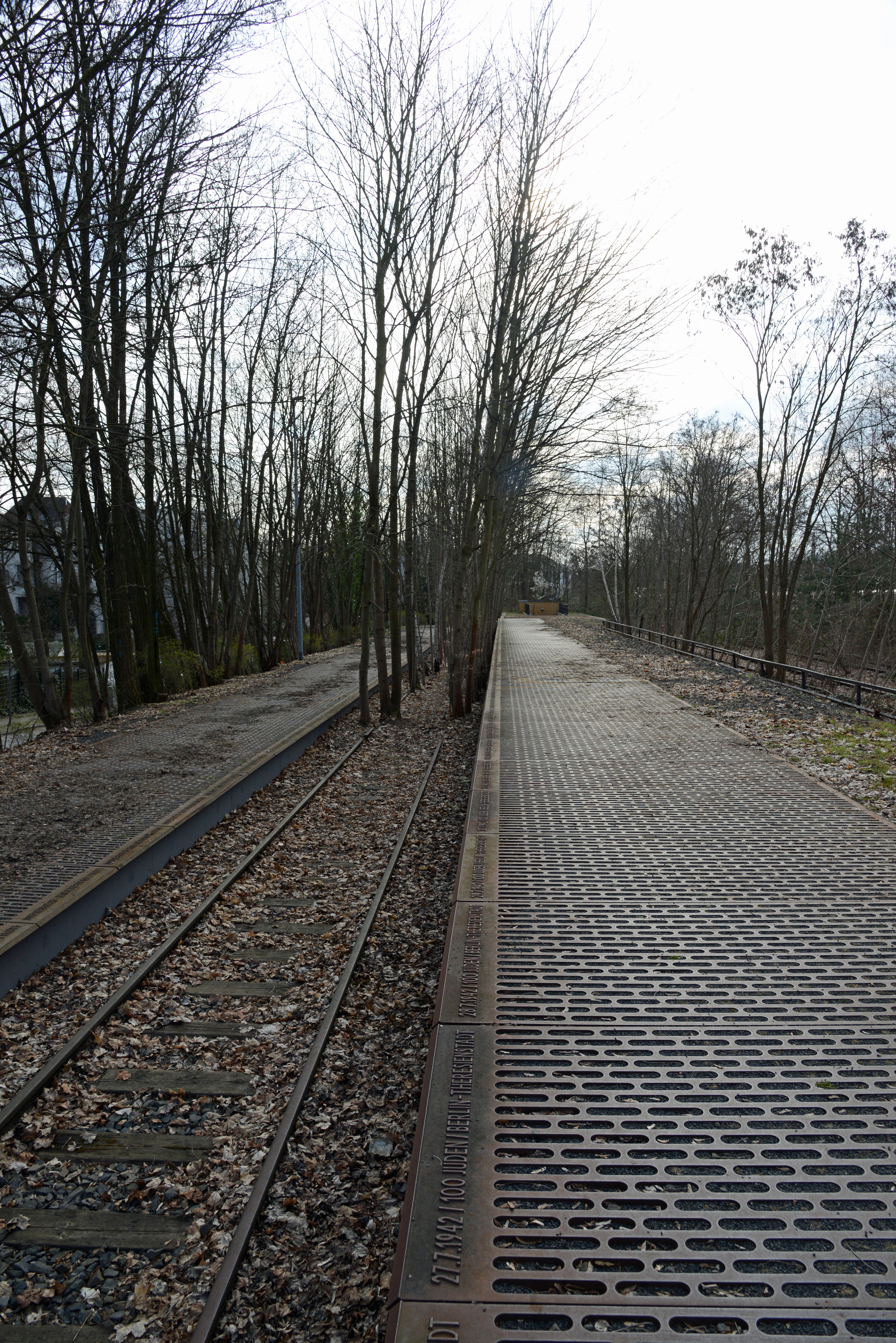
Am Bahnhof Berlin-Grunewald erinnert das Mahnmal Gleis 17 an die tausenden Juden, die von diesem Gleis mit Zügen der Deutsche Reichsbahn aus Berlin deportiert wurden. Von Bahnhof-Grunewald aus wurden von Herbst 1941 bis Frühjahr 1942 ungefähr 10.000 deutsche Juden in Arbeits- und Konzentrationslager deportiert und größtenteils ermordet.
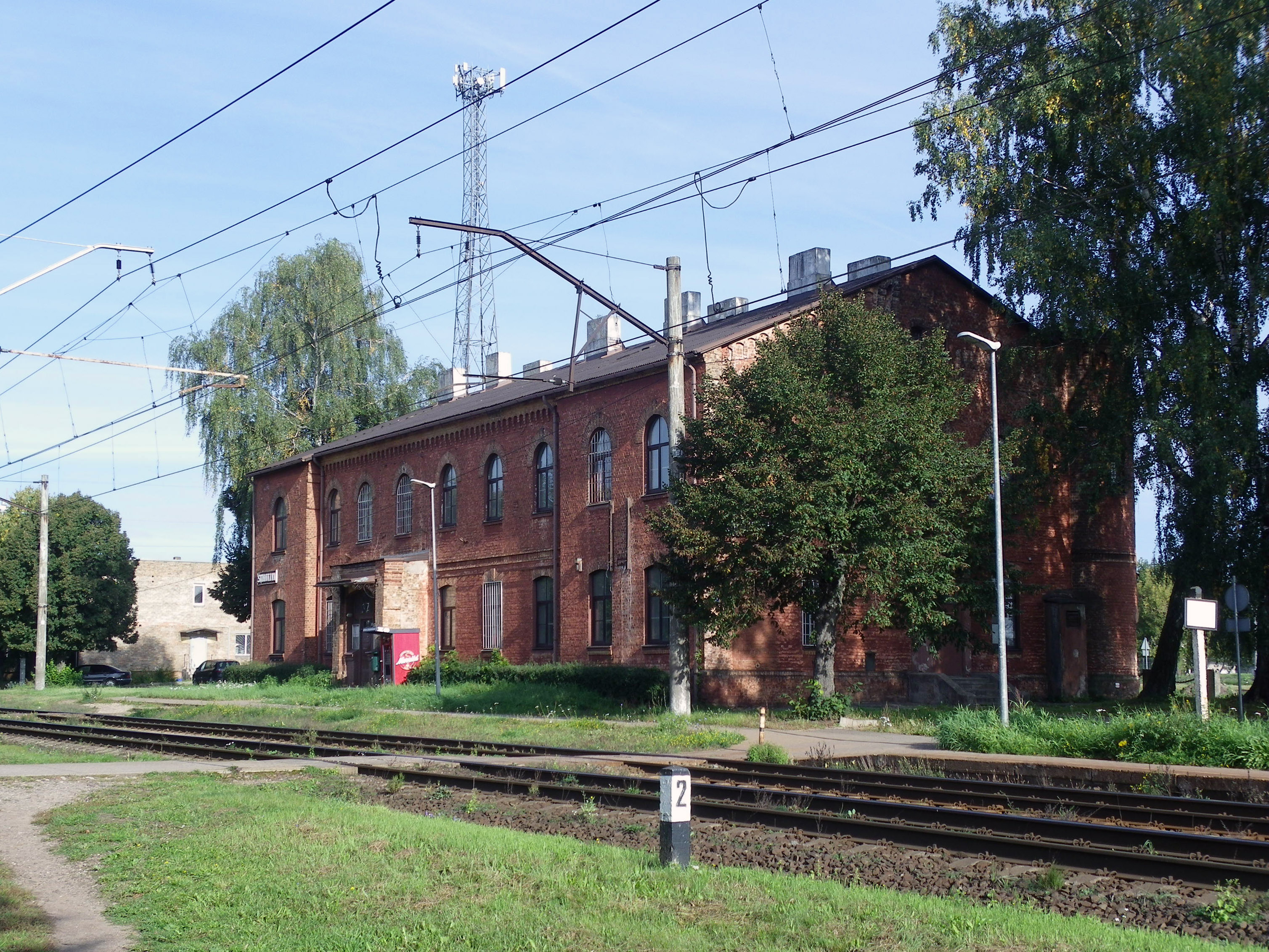
Am Bahnhof Šķirotava in Riga erfolgte meist die Entladung der Deportierten.
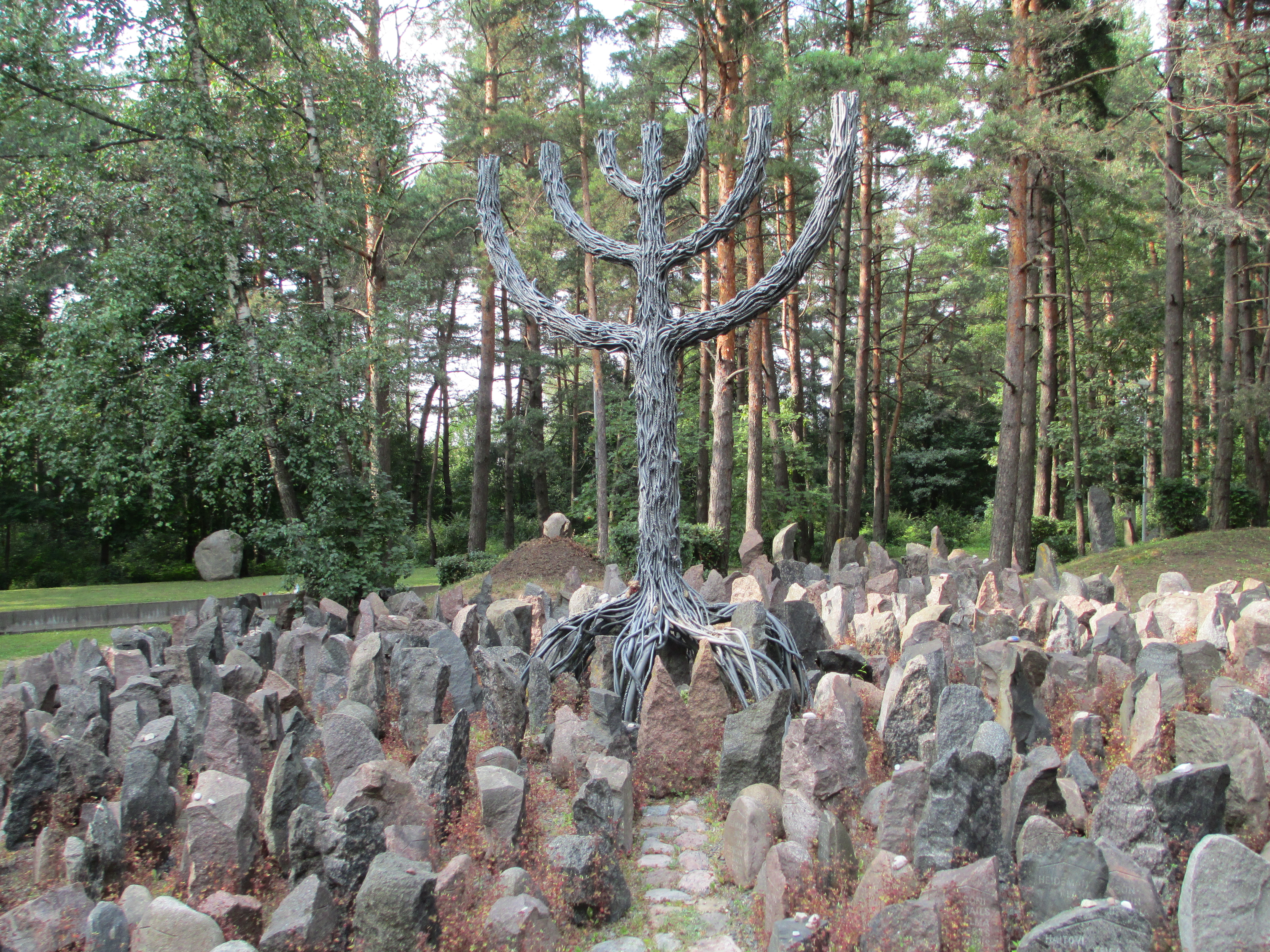
Holocaustgedenkstätte im Wald von Rumbula.